# Carnaval de Pontevedra
El Carnaval de Pontevedra (Entroido de Pontevedra en gallego) es una de las fiestas más emblemáticas de la ciudad española de Pontevedra, que combina tradición popular, humor, sátira y participación ciudadana. Se celebra antes de la Cuaresma y sus actos principales se desarrollan en el casco histórico y en las principales plazas y calles del centro de la ciudad. Es el carnaval urbano más importante de Galicia, con elementos únicos y característicos como el Loro Ravachol o el rey Urco.

## Historia

### Antecedentes
El Carnaval de Pontevedra tiene una historia rica y centenaria, ligada al espíritu crítico y festivo de la ciudad. El Entroido tiene un origen que se remonta a tiempos remotos. Mucho antes de adoptar su forma actual, esta fiesta tuvo sus raíces en antiguos rituales paganos vinculados al ciclo de la naturaleza. Estas ceremonias celebraban el final del invierno y el inicio de la primavera, marcando un momento de renovación, fertilidad y ruptura con las normas sociales establecidas. Con la llegada del cristianismo, estas manifestaciones populares no desaparecieron, sino que fueron asimiladas por la nueva religión. El calendario litúrgico integró estas fiestas y las situó justo antes del inicio de la Cuaresma. De esta forma, el carnaval pasó a representar un paréntesis de libertad, desenfreno y sátira social antes del recogimiento espiritual.

### Organización formal y nacimiento de la figura del rey Urco
El Entroido pontevedrés se documenta al menos desde la segunda mitad del siglo XIX. Ya en 1861 hay constancia de comparsas formadas por estudiantes. El carnaval de Pontevedra mostraba anteriormente a esta fecha un carácter rústico, con disfraces sencillos confeccionados a partir de ropa vieja e inutilizable, hasta que en 1861 dio un salto cualitativo gracias a que los estudiantes del Instituto comenzaron a organizar un pequeño programa lúdico del Carnaval.
Desde 1876 se popularizaron desfiles en la ciudad más organizados con carrozas y figuras alegóricas como el rey Urco, impulsados por círculos intelectuales y artísticos de la capital pontevedresa. El origen del rey Urco se remonta a una leyenda oscura del folclore gallego. Durante siglos, el Urco fue un monstruo temido: un perro negro gigantesco, con ojos brillantes y cadenas, que salía del mar en noches de tormenta para anunciar la desgracia. Se decía que provenía de un reino submarino llamado Borrón, del que nadie volvía. Esta criatura encarnaba los peligros del océano, tan presente en la vida gallega. La transformación del Urco en símbolo del Carnaval comenzó en 1876, gracias a un grupo de intelectuales pontevedreses liderados por el poeta Andrés Muruais, junto al pintor Federico Guisasola, el decorador Demetrio Durán y el músico Prudencio Piñeiro. Con ingenio y sentido del humor, decidieron recuperar al Urco desde otra perspectiva: sembraron rumores en la ciudad sobre un monstruo suelto, creando expectación hasta que el disfrazado Andrés Muruais se reveló como el temido ser. Muruais iba cubierto con pieles, llevaba una máscara con aspecto animal, arrastraba cadenas y emitía lastimeros aullidos. La broma fue un éxito rotundo y marcó el nacimiento de una nueva tradición, en la que la llegada del rey Urco simboliza el comienzo del Carnaval pontevedrés.

### El auge del carnaval pontevedrés a principios delsigloXX
El Carnaval de Pontevedra alcanzó su momento culminante con el cambio de siglo, en el año 1900. Ese año, bajo el impulso del escritor Enrique Labarta Pose y la Sociedad Liceo Gimnasio, la capital pontevedresa vivió un gran auge festivo que se reflejó en espectáculos teatrales, desfiles y publicaciones. Enrique Labarta Pose, junto con el pintor y escenógrafo Demetrio Durán y el músico Isidro Puga, impulsó una celebración donde la sátira, la música y la creatividad se combinaron para marcar un antes y un después en la tradición carnavalesca local. Labarta Pose fue el promotor de una parodia teatral titulada Pontevedra en 1900, estrenada en el Teatro Principal, que se convirtió en uno de los hitos culturales del Carnaval. Esta obra, con música de Isidro Puga y decorados diseñados por el pintor y escenógrafo Demetrio Durán, satirizaba con ingenio y crítica la realidad social y política del momento, representando incluso a la prensa local con gran humor. El Carnaval de 1900 destacó por su originalidad y la calidad de sus propuestas artísticas. Demetrio Durán diseñó carrozas y trajes, coordinó comparsas y decorados, mientras que Isidro Puga compuso la música que acompañó los coros y bailes. Entre las figuras más populares estuvo Ravachol, un loro irreverente que, en una parodia teatral, dialogaba en la botica con humor y picardía, marcando el despegue definitivo del Carnaval moderno en Pontevedra.
A lo largo de las siguientes décadas, pese a las dificultades climáticas como las lluvias que afectaron al desfile de 1925, el Carnaval siguió creciendo y consolidándose. Uno de los episodios más llamativos fue la aparición en 1929 de la comparsa "Los Héroes del Mar", compuesta exclusivamente por marineros que llegaron en barco desde A Moureira para participar en las celebraciones, mostrando así la vinculación entre la ciudad y su entorno marítimo.

### Prohibición durante la dictadura y Fiestas de la Camelia
Durante la dictadura de Franco (1939-1975), en 1944 el Carnaval fue prohibido oficialmente en las calles, aunque la población de Pontevedra mantuvo la tradición festiva con versiones aligeradas en espacios cerrados bajo la forma de la llamada Fiesta de la Camelia (o Fiesta de la Primavera), que se celebraba en salones y sociedades recreativas. En los años 50 y 60 se celebraron unos 25 bailes en distintas instituciones recreativas como el Liceo Casino, el Casino Mercantil e Industrial, la Sociedad Recreo de Artesanos y otros lugares como el Hotel Universo, el Cine Coliseum o el antiguo local de Teucro.

### Origen moderno (1983-1984)
El Entroido pontevedrés tal como se conoce hoy en día nació casi de manera improvisada a principios de los años 80, impulsado por un grupo de emprendedores locales, con Pepe Shiva, empresario hostelero y figura clave, a la cabeza. Este grupo supo aprovechar el espíritu festivo de la ciudad para transformar las preocupaciones sobre la seguridad en los locales nocturnos en una tradición cultural establecida, que llevó a los propietarios de las principales discotecas de Pontevedra a programar eventos al aire libre durante el Carnaval, evitando así las concentraciones masivas en espacios interiores.
Así, en 1984 se celebró el primer desfile carnavalesco oficial en Pontevedra, partiendo de la plaza de Barcelos. El evento superó las expectativas con la participación de unas 4.000 personas. La comitiva recorrió la zona vieja de la ciudad, concluyendo en la plaza de la Herrería con la representación del Rey Urco y la Corporación del Carnaval. Este éxito llevó a que en años posteriores el desfile se trasladase al Recinto Ferial para una mejor organización. El modelo festivo buscaba asemejarse más al Carnaval de Cádiz que al de Santa Cruz de Tenerife, priorizando la participación popular, el humor y la crítica social.

### El entierro del Loro Ravachol

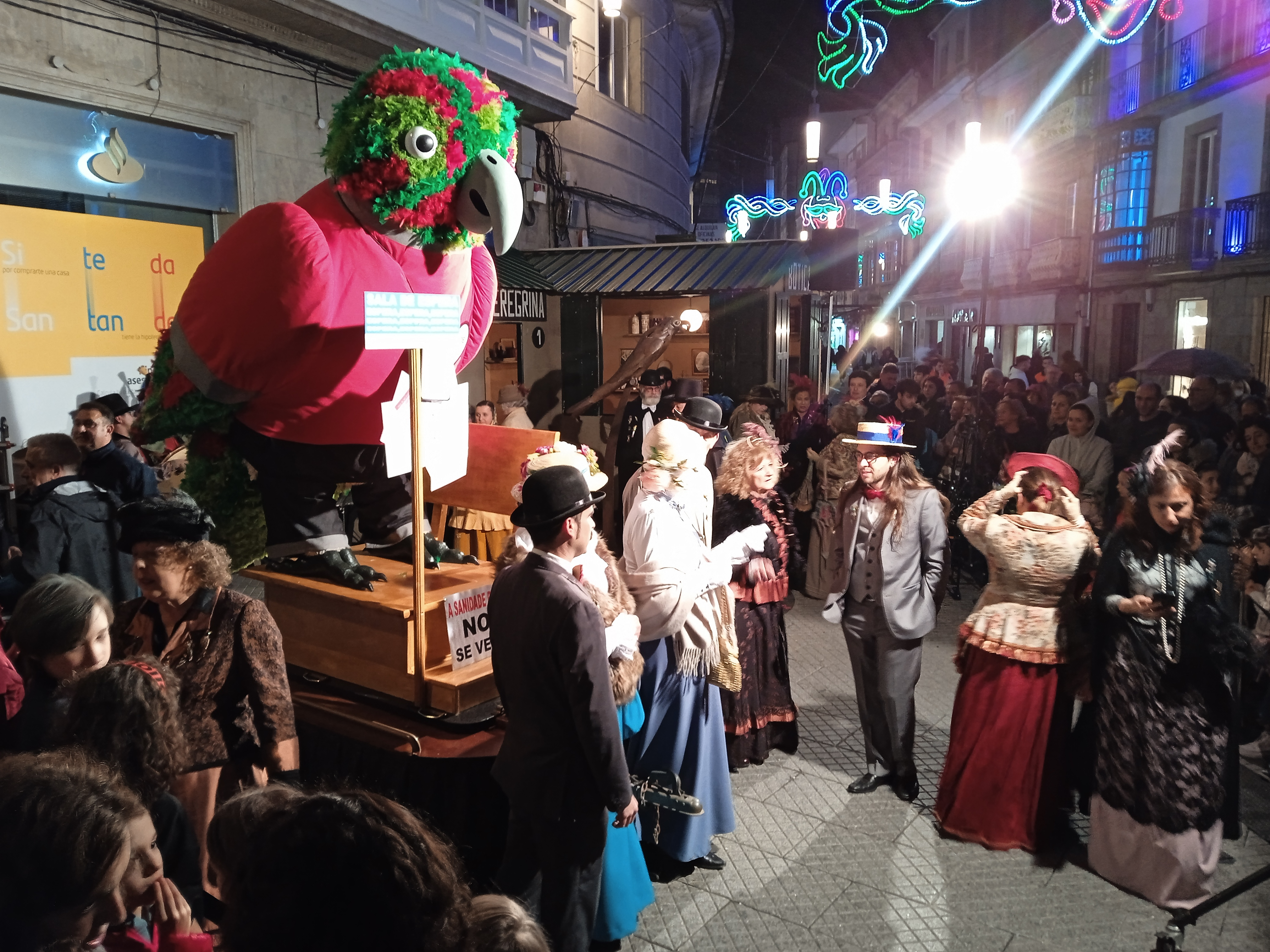
Velatorio del Loro Ravachol en 2023 en el lugar en que estaba la antigua botica en la plaza de la Peregrina.

Una de las tradiciones más emblemáticas del Entroido pontevedrés es el Entierro del Loro Ravachol, recuperado en 1985 por iniciativa de Pepe Shiva. Esta ceremonia, que sustituye al tradicional entierro de la sardina, tiene su origen en 1913, cuando la ciudad despidió al Loro llamado Ravachol, mascota del conocido farmacéutico Perfecto Feijoo. Ravachol falleció el 26 de enero de 1913, supuestamente por un empacho de bizcochos con vino. Su muerte causó una gran conmoción. Fue embalsamado y expuesto en la farmacia de don Perfecto, donde recibió numerosas muestras de duelo. La Sociedad de Artesanos organizó un solemne funeral. Se publicó un bando donde solicitaron la asistencia al entierro de la sociedad pontevedresa "disfrazado cada uno a su manera y portando un farol fúnebre". Encabezó la comitiva una docena de jinetes, que estaba compuesta de bandas de música, comparsas, carrozas y miles de ciudadanos que en luctuoso desfile se dirigieron al Circo-Teatro del parque de las Palmeras. Ante un graderío abarrotado se celebró una fúnebre despedida denominada "Velada Infausta". Finalmente, Ravachol fue enterrado en la finca de Mourente propiedad de Don Perfecto, en presencia de sus más cercanos amigos.
En 1985, un grupo de animados pontevedreses junto a la comisión municipal de fiestas, entre los que destacaron Pepe Shiva, Xosé Brea y Bibiana Araújo, decidieron recrear el peculiar velatorio de 1913 y el entierro del loro Ravachol en el carnaval de la ciudad. El acto, caracterizado por un desenfadado funeral con llantos fingidos, comparsas ruidosas y una simbólica incineración, se ha convertido en uno de los momentos más esperados y distintivos del Carnaval pontevedrés.

### Evolución y consolidación
Con el tiempo, el Entroido pontevedrés fue ganando en sofisticación y organización. Un grupo emblemático, los Shivaritas, con más de 130 integrantes incluyendo una banda musical, enriqueció notablemente la celebración. En 1991 se creó el Concurso de Murgas y en 1998 se creó la Mostra da Parodia, un espacio donde las comparsas pudieron exhibir sus parodias con mayor calidad escénica, convirtiéndose en un elemento destacado del Carnaval pontevedrés.
En 2012 se inició la Fiesta Pirata o Noite Pirata del Carnaval de Pontevedra. Desde entonces, se celebra el martes de Entroido, recreando una batalla festiva entre piratas, en la que participan miles de personas con representaciones del corsario local Benito Soto y embarcaciones ficticias.

## Descripción
El Entroido de Pontevedra es una fiesta popular y participativa. Se desarrolla durante los días previos al Miércoles de Ceniza y se extiende hasta el fin de semana posterior. Se caracteriza por su tono satírico, la participación de colectivos y vecinos, y el protagonismo de figuras simbólicas. El carnaval pontevedrés ofrece un programa con un variado número de actividades y animación en la calle, fiestas y talleres infantiles y pasacalles.

### Llegada del rey Urco y pregón
La llegada del Rey Urco el viernes por la noche y su recepción por parte del alcalde de la ciudad en la plaza de la Herrería, seguida del pregón, constituyen el acto inaugural del Entroido de Pontevedra. El pregón suele estar a cargo de un grupo, comparsa o murga destacados.

### Desfile de Entroido

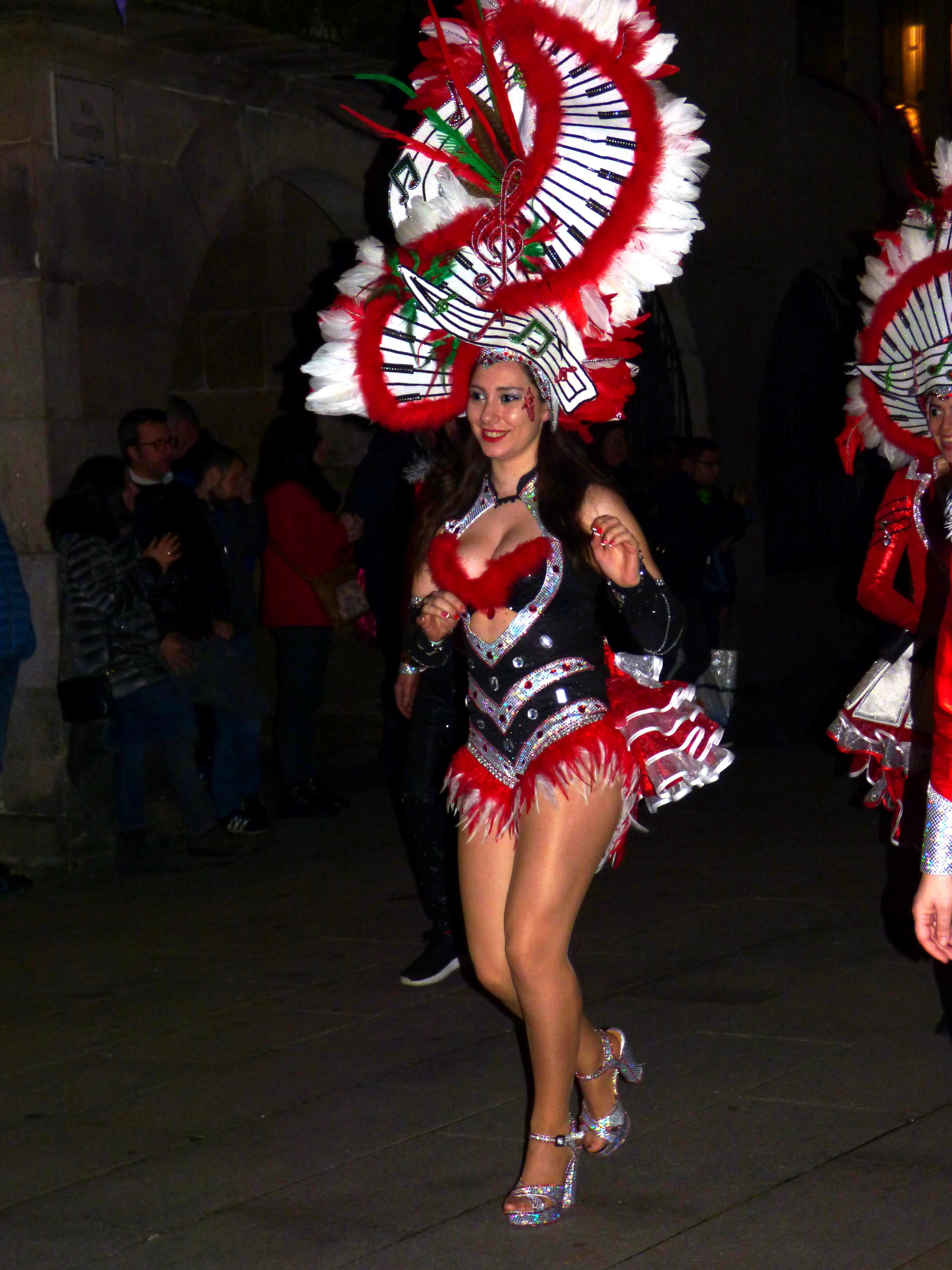
Disfraz en el desfile de 2019.

El Desfile de Entroido de Pontevedra es uno de los actos más multitudinarios y representativos del carnaval pontevedrés. Se celebra el sábado tras el inicio oficial del carnaval con una duración de más de cuatro horas. Destaca por su alta participación, con miles de personas entre público y comparsas, y por su creatividad, ya que los disfraces y carrozas abordan con humor y sátira temas de actualidad política, social o cultural. El desfile es inaugurado por el emblemático Rey Urco y está acompañado de música, bailes y un ambiente festivo. Entre sus elementos más llamativos están la variedad temática, la inclusión de referencias populares y críticas sociales, así como su dimensión intergeneracional.
El desfile recorre las calles Doctor Loureiro Crespo, Benito Corbal, Peregrina, Michelena, plaza de España y la calle Alameda.  La entrega de premios a los ganadores del concurso de disfraces se realiza en la plaza de la Herrería.

### Concurso de Murgas
Consta de dos eliminatorias y una gran final. Se celebra en el Palacio de Congresos y Exposiciones. Las agrupaciones compiten interpretando canciones originales que abordan temas de actualidad con un enfoque humorístico y satírico, utilizando instrumentos musicales diversos. El jurado valora aspectos como la calidad musical, la originalidad de las letras y la puesta en escena.

### Noite Pirata
La Noche Pirata se celebra el martes de carnaval. Esta celebración tiene sus raíces en la figura histórica de Benito Soto, un corsario del siglo XIX oriundo de A Moureira, quien es representado como un defensor de la ciudad en una batalla ficticia contra fuerzas invasoras. Las actividades comienzan por la tarde con una Fiesta Pirata Infantil en la Plaza de la Herrería, que incluye música y animación para los más pequeños. A partir de las 20:00 horas, la tripulación del Burla Negra desembarca en el centro histórico, animando las calles con música y representaciones teatrales. La noche culmina con un Baile Pirata en la Plaza de la Herrería, donde se entregan premios a los mejores disfraces y se disfruta de música en vivo.

### Mostra da Parodia
Este evento reúne a diversas agrupaciones locales que se instalan en las principales plazas y calles del centro histórico (plaza de la Peregrina, plaza de la Herrería, plaza de la Verdura, calle Manuel Quiroga…) y realizan representaciones humorísticas y satíricas, conocidas como "parodias". Cada grupo elige un tema de actualidad, ya sea político, social o cultural, y lo interpreta de manera cómica y crítica. Las representaciones comienzan por la noche y se extienden hasta la madrugada, atrayendo a numerosos espectadores que recorren las calles para disfrutar de las parodias.

### Velatorio, cortejo fúnebre y entierro del Loro Ravachol
El sábado después del miércoles de Ceniza tiene lugar el entierro del Loro Ravachol, el símbolo del carnaval pontevedrés. El Loro, que se presenta en la plaza de la Peregrina, corresponde a un gran muñeco elaborado con materiales combustibles como cartón, madera y tela, lo que permite su quema. Cada año presenta un diseño diferente, cambiando de disfraz o apariencia para reflejar temas actuales y realizar críticas sociales o políticas con un toque humorístico y satírico. El velatorio del Loro se realiza por la tarde en la plaza de la Verdura. El cortejo fúnebre por distintas calles del centro histórico de Pontevedra se acompaña de comparsas y plañideras y tras la llegada a la plaza de la Herrería se procede a la incineración de Ravachol. La quema de este muñeco es una parte central del ritual que simboliza el fin de las celebraciones del Entroido pontevedrés, reuniendo a los asistentes en un acto festivo y catártico acompañado de música y comparsas. Así, el muñeco de Ravachol encarna el espíritu rebelde y divertido del loro original, marcando la clausura del carnaval pontevedrés.

### Gastronomía
Durante el Carnaval, el plato salado típico en Pontevedra es el lacón con grelos y la cacheira o cachucha. En cuanto a la repostería, los dulces típicos son las filloas y las orejas.